# 羽立光来
羽立 光来（はりゅう みつき、10月14日 - ）は、宝塚歌劇団花組の男役。
身長178cm。香川県高松市、香川県立高松高等学校出身。愛称は「びっく」「びっくりん」「みつき」。血液型O型。

## 略歴
2006年4月、宝塚音楽学校入学、94期生。同期には珠城りょう、仙名彩世、麻央侑希、華雅りりからがいる。
2008年3月、宝塚歌劇団入団。入団時の成績は12番。月組公演『ME AND MY GIRL』で初舞台。その後花組に配属。
以後、高い歌唱力と、高長身の男役として花組で活躍。
2021年7月から、『TAKARAZUKA SKY STAGE』第9期・第10期スカイ・レポーターズを務める。
2025年9月28日の「悪魔城ドラキュラ／愛, Love Revue！」東京公演千秋楽をもって、宝塚歌劇団を退団することが発表された。

## 主な舞台

### 初舞台
- 2008年3 - 5月、『ME AND MY GIRL』（宝塚大劇場公演のみ）

### 花組時代
- 2008年7 - 8月、『愛と死のアラビア／Red Hot Sea』（東京宝塚劇場公演のみ）
- 2009年1 - 3月、『太王四神記』
- 2009年9 - 11月、『外伝ベルサイユのばら －アンドレ編－／EXCITER!!』 - 衛兵隊、新人公演：村人
- 2010年3 - 5月、『虞美人』 - 樊噲（本役：夕霧らい）
- 2010年7 - 10月、『麗しのサブリナ／EXCITER!!』 - 新人公演：パーティーの歌手（本役：扇めぐむ）
- 2010年11 - 12月、『CODE HERO／コード・ヒーロー』（宝塚バウホール・日本青年館）- キャラハン
- 2011年2 - 4月、『愛のプレリュード／Le Paradis!!』 - 新人公演：ロバート・ハリス（本役：煌雅あさひ）
- 2011年6 - 9月、『ファントム』 - 警官、新人公演：ジョルジュ（団員男）（本役：彩城レア）
- 2011年10 - 11月、『カナリア』（梅田芸術劇場・日本青年館）
- 2012年1 - 3月、『復活 －恋が終わり、愛が残った－／カノン』 - 新人公演：スメリコフ／宿の主人（本役：紫峰七海）
- 2012年4 - 5月、『長い春の果てに／カノン』（全国ツアー） - ジョルジュ
- 2012年7 - 10月、『サン＝テグジュペリ－「星の王子さま」になった操縦士（パイロット）－／CONGA!!』 - 新人公演：プレヴォー（本役：悠真倫）
- 2012年11月、『Victorian Jazz』（宝塚バウホール） - スコット・ブラウン
- 2013年2 - 5月、『オーシャンズ11』 - バッキー、新人公演：ハリー・ウッズ（本役：夕霧らい）
- 2013年6 - 7月、『戦国BASARA－真田幸村編－』（東急シアターオーブ）
- 2013年8 - 11月、『愛と革命の詩 -アンドレア・シェニエ-／Mr. Swing!』 - 革命政府の役人、新人公演：ジャン（本役：天真みちる）
- 2013年12月、『New Wave! －花－』（宝塚バウホール）
- 2014年2 - 5月、『ラスト・タイクーン -ハリウッドの帝王、不滅の愛-／TAKARAZUKA ∞ 夢眩』 - 新人公演：ジョー・ポポロス（本役：夕霧らい）
- 2014年6月、『ベルサイユのばら - フェルゼンとマリー・アントワネット編 -』（中日劇場） - 公安員
- 2014年8 - 11月、『エリザベート -愛と死の輪舞-』 - シュヴァルツェンベルク、新人公演：マックス（本役：悠真倫）
- 2015年1月、『Ernest in Love』（東京国際フォーラム） - ピアノ教師（1幕） 農民／召使い（2幕）
- 2015年3 - 6月、『カリスタの海に抱かれて』ドナード・インザーキ／『宝塚幻想曲（タカラヅカファンタジア）』
- 2015年7 - 8月、『ベルサイユのばら－フェルゼンとマリー・アントワネット編－／宝塚幻想曲（タカラヅカファンタジア）』（梅田芸術劇場・台北国家戯劇院） - 公安員
- 2015年10 - 12月、『新源氏物語／Melodia -熱く美しき旋律-』 - 栗丸
- 2016年4 - 7月、『ME AND MY GIRL』 - ブライトン氏[7]
- 2016年8月、『Bow Singing Workshop』（宝塚バウホール）
- 2016年9月、『アイラブアインシュタイン』（宝塚バウホール） - マルティン
- 2016年11 - 2017年2月、『雪華抄／金色の砂漠』 - 兵士　ムムターズ
- 2017年3 - 4月、『仮面のロマネスク／EXCITER!!2017』（全国ツアー） - ガボット
- 2017年6 - 8月、『邪馬台国の風／Santé!!〜最高級ワインをあなたに〜』 - ヤマタイ王
- 2017年10月、『ハンナのお花屋さん－Hanna's Florist－』（TBS赤坂ACTシアター） - グリフィス・エディントン
- 2018年1 - 3月、『ポーの一族』 - 牧師、オルコット大佐
- 2018年5月、『あかねさす紫の花／Santé!!〜最高級ワインをあなたに〜』（博多座） - もず
- 2018年7 - 10月、『MESSIAH -異聞・天草四郎-／BEAUTIFUL GARDEN −百花繚乱−』 - 三宅藤兵衛
- 2018年11 - 12月、『メランコリック・ジゴロ -あぶない相続人-／EXCITER!!2018』（全国ツアー） - フォンダリ
- 2019年2 - 4月、『CASANOVA』 - モモロ
- 2019年6 - 7月、『花より男子』（赤坂ACTシアター） - 立木／ピエロ／アーサー・スミス
- 2019年6月、『恋スルARENA』（横浜アリーナ）[注釈 1]
- 2019年8 - 11月、『A Fairy Tale -青い薔薇の精-／シャルム!』 - ギルバート・カーライル
- 2020年1月、『マスカレード・ホテル』（ドラマシティ・日本青年館） - 本宮警部補
- 2020年7 - 11月、『はいからさんが通る』 - 青江香月
- 2021年1 - 2月、『PRINCE OF ROSES-王冠に導かれし男-』（宝塚バウホール） - エドワード4世
- 2021年4 - 7月、『アウグストゥス-尊厳ある者-／Cool Beast!!』 - ガルバ
- 2021年8 - 9月、『哀しみのコルドバ／Cool Beast!!』（全国ツアー） - バロ エトワール
- 2021年11 - 2022年2月、『元禄バロックロック／The Fascination（ザ ファシネイション）!』 - シミズ
- 2022年3 - 4月、『TOP HAT』（梅田芸術劇場） - リチャード副支配人（一幕）／アラン（二幕）
- 2022年6 - 9月、『巡礼の年〜リスト・フェレンツ、魂の彷徨〜／Fashionable Empire』 - レオ・フェステティクス伯爵
- 2022年10月、『殉情（じゅんじょう）』（宝塚バウホール） - 安左衛門
- 2023年1 - 3月、『うたかたの恋／ENCHANTEMENT（アンシャントマン）-華麗なる香水（パルファン）-』 - フリードリヒ公爵
- 2023年4 - 5月、『二人だけの戦場』（梅田芸術劇場・東京建物 Brillia HALL） - ラシュモア軍曹
- 2023年7 - 10月、『鴛鴦歌合戦（おしどりうたがっせん）／GRAND MIRAGE!』 - 香川屋宗七
- 2023年11 - 12月、『激情／GRAND MIRAGE!』（全国ツアー） - ファニート
- 2024年2 - 5月、『アルカンシェル』 - オットー・フォン・シュレンドルフ
- 2024年9 - 2025年1月、『エンジェリックライ／Jubilee（ジュビリー）』  - 情報屋トト
- 2025年3月、『マジシャンの憂鬱／Jubilee』（博多座） - ラースロ
- 2025年6 - 9月、『悪魔城ドラキュラ／愛, Love Revue！』 - マクシミリアン・ロベスピエール 退団公演[4]

### 出演イベント
- 2014年7月、『宝塚巴里祭2014』（パレスホテル東京・宝塚ホテル）
- 2024年7月、『宝塚巴里祭2024』（ホテルオークラ・ホテル阪急インターナショナル）